# 必殺仕事人 (2022年のテレビドラマ)
『必殺仕事人』（ひっさつしごとにん）は、朝日放送テレビ・テレビ朝日・松竹共同製作により、2022年1月9日の21時00分 - 22時55分にテレビ朝日系列で放送されたテレビ時代劇。必殺シリーズ生誕50周年記念作品。

## 概要
『必殺仕事人』シリーズでは毎回、世相を反映したテーマを描き出しているが、今回は「SNSの怖さ」をテーマに、根も葉もない噂が引き起こす悲劇や、無意識のうちに人の心を傷つける言葉を発することで引き出される恐ろしさが描かれる。
2018年放送作以来の年始放送で、同作と同じくタイトルに西暦表記がない。
経師屋の涼次役の松岡昌宏が所属事務所を退所・独立（株式会社TOKIO）して最初の放送だったが、暖簾分けということもあり、降板することはなかった。

## あらすじ
さぼってばかりの小五郎に、与力の増村が亥ノ吉という若い岡っ引きをあてがった。正義心に燃える亥ノ吉は、町娘に無体を働く岸田藤十郎をしょっぴくが、彼が勘定奉行・岸田重右衛門の息子だと知った増村は藤十郎を放免してしまう。
憤る亥ノ吉は、「世の中に知られていない悪事を暴こう」と弟の絵師・才三と共に、酒を薄めて売っているという噂の酒屋の塀に告発する落書きを描いたところ、世間で評判になり、告発を続ける内にいつしか「謎の世直し絵師・晩来」と呼ばれるようになってゆく。気を良くした亥ノ吉は同じような正義感を持つ若者たちと共に「世直し組」を結成し、市中の不正を次々と吊るし上げて糾弾していった。
そんな折、亥ノ吉の幼馴染で密かに思いを寄せていた芸者の美代が藤十郎に殺された。重右衛門は早々に奉行所に手を回して息子の殺しを簡単に揉み消してしまい、亥ノ吉は才三に岸田親子の悪事を告発する絵を描かせるも、相手が勘定奉行とあっては誰も手出しができない。才三は三番筋に仕事を依頼し、小五郎たちによって重右衛門と藤十郎は仕置されるが、「最初の一件で藤十郎が罰せられていれば美代は死なずに済んだ」と奉行所に失望した亥ノ吉の怒りと歪んだ正義心は、市井の噂を信じ込む無責任な町民たちを煽って巻き込みながら、暴走を始めてゆく。

## 登場人物

### 仕事人
渡辺小五郎（わたなべ しょうごろう）
演 - 東山紀之
表稼業は本町奉行所定町廻り同心。奉行所では「怠け者」として通っている。
与力の増村に若い岡っ引き・亥ノ吉をあてがわれ、彼の正義心を暑苦しがりながらも、自分を「親方」と呼んで慕う彼を憎からず思っていた。
しかし悪を過剰に憎む亥ノ吉は、弟の才三と一緒に「謎の絵師・晩来」として世の不正を暴く活動を始めると同時に、「世直し組」で相手を糾弾し吊し上げてゆく。そして幼馴染の美代の死をきっかけに、亥ノ吉の正義は過激化の一途を辿り、遂には恩人の吉蔵夫妻を死に至らしめた。
憔悴する亥ノ吉に対し、彼が晩来の正体だと薄々感づいていた小五郎は「一度立ち止まってみねえか。おめぇ、どこに向かってる？」と諭すも、もはや後戻りできなくなっていて「あっしは真っ直ぐ進むだけでさぁ」と答えるだけの亥ノ吉は、やがて仲間割れの末に勘太を殺し、自首を勧める才三をも手に掛けてしまい、完全な外道へと堕ちてしまった。
今際の際の才三の頼みによって「世直し組」は仕事人の的となり、ふくを始末しに来た亥ノ吉に対し、小五郎は苦い顔で「真っ直ぐ進んで辿り着いたのがここか。ずいぶん横道に逸れちまったな」と告げて、彼に引導を渡す事になる。
経師屋の涼次（きょうじやのりょうじ）
演 - 松岡昌宏
表稼業は襖や屏風などを修復する経師屋。自他ともに認める食道楽。
昔から顔なじみの才三と一緒に襖絵描きの仕事をする事になり、腕を上げた彼を好ましく思っていたが、才三は「世直し組」として暴走する兄の亥ノ吉に殺されてしまう。「世直し組」を始末した後、才三が死に際に町の塀に残した血の手形を中心に「根も葉もない噂を流すは人殺し」と今回の騒動への揶揄と警鐘を兼ねた落書きをする事で、噂に惑わされる無責任な町民たちの口を閉じさせた。
リュウ
演 - 知念侑李
今作では定職を持っておらず口入れ屋に通っていたため、陣八郎が思いついた蕎麦屋を手伝わされる。
花御殿のお菊（はなごてんのおきく）
演 - 和久井映見
常磐津の師匠だが、裏では情報屋としての顔を持つ。
瓦屋の陣八郎（かわらやのじんぱちろう）
演 - 遠藤憲一
表稼業は瓦屋。しかし、釘を踏み抜いた怪我で屋根に上がれなくなり、思いつきで蕎麦屋を始める。
本作では水で薄めて売られていた酒と知らずに絶賛したり、蕎麦屋の最初の常連客となった美代に好意を寄せるも、やんわりと断られて失恋するなど、全体的にコミックリリーフな役回りが多い。
「世直し組」を始末した後、涼次が描いた絵の「根も葉もない噂を流すは人殺し」という句を大声で読み上げ、それを聞いた町民たちはばつが悪そうに三々五々散って行った。
前作『必殺仕事人2020』では登場しなかったため、前々作『必殺仕事人2019』以来の登場となる。

### 周囲の人物
増村倫太郎（ますむら りんたろう）
演 - 生瀬勝久
本町奉行所に勤務する与力であり、小五郎の上司。
怠け者の小五郎を見かねて、彼に働き者の岡っ引きの亥ノ吉を付ける。
河から引き上げられた美代の死体に刺し傷があった事から殺しとして調べようとした矢先、勘定奉行所からの使いでやってきた斎藤から「差し入れ」と共に身投げとして処理する様に圧力をかけられるが、それをいつもの如く「長いものには巻かれろ」と嘯いて、受け入れてしまう。
仕事人によって岸田親子とその一味が始末された後、「世直し組」が事件に関わりない事を確認する為に亥ノ吉を奉行所に呼び出すが、そこで亥ノ吉から十手を返上した事と、権力に弱い奉行所の無力ぶりを痛烈に非難され、住之江と共にバツが悪そうな表情を浮かべた。
住之江彦左衛門（すみのえ ひこざえもん）
演 - 松尾諭
本町奉行所の同心であり、小五郎の相棒的存在。
綾小路てん（あやのこうじ てん）
演 - キムラ緑子
前々作『必殺仕事人2019』から登場したこうの妹で、ふくの叔母。
渡辺ふく（わたなべ ふく）
演 - 中越典子
小五郎の妻。亥ノ吉が十手返上届を渡しに訪ねてきた折に、不在の小五郎に代わって書状を受け取り、その文面を見て、彼の達筆ぶりを褒める。
だが、それにより、後に完全に外道に堕ちて自らが晩来である事を知る者を次々と手にかけるようになった亥ノ吉から「次に自分の正体に気づく可能性がある人物」として、知らぬ間に命を狙われる事となるが、小五郎が先手を打って亥ノ吉を始末した為、命拾いした。

### ゲスト
明神亥ノ吉（みょうじん いのきち）
演 - 岸優太（King & Prince）
与力の増村から、怠け者の小五郎にあてがわれた若い岡っ引き。絵師である才三の兄。小五郎を「親方」と呼んで慕っている。正義感が強く「真っ直ぐに生きていたい」が信条。団子屋の吉蔵・たね夫妻には才三や幼馴染の美代ともども、子供の頃から字を習うなどして世話になっていた。美代とは密かにお互いに思いを寄せ合っていた仲である。
町娘に無体を働いていた藤十郎を連行するが、勘定奉行の息子と気づいた与力の増村が放免してしまう。「世の中には悪さをするやつがごまんといる」と不満を募らせる中、酒を薄めて売っているという酒屋の噂を聞きつけ、才三が絵を描き、自分は吉蔵とたねに教わった達筆を生かして、告発の風刺句の文字を書く分業で告発の落書きをする。酒屋が町民に迫られて不正を白状した事で気を良くした亥ノ吉は、才三と共に町の噂を元に告発の落書きを続け、一晩で絵を描いて去って行く事から、いつしか人々に「晩来（ばんくる）」と呼ばれるようになる。さらに、晩来を信奉する勘太らに担ぎ上げられて「世直し組」を結成。晩来が描いた悪事を働く者の元へ押しかけて糾弾する事で町民から喝采を浴びる存在になっていった。
そんな中、美代が藤十郎に殺される。藤十郎の父・重右衛門が奉行所に圧力をかけて事件を揉み消したために憤激し、岸田親子の悪事を告発する落書きを描くも、勘定奉行には逆らえないと奉行所も町民も口を噤んでしまう様に一時は自らの正義の無力ぶりを嘆く。見かねた才三が密かに仕事人に依頼した事で重右衛門と藤十郎は仕置されるが、そうとも知らない亥ノ吉は「晩来が描いた悪人は必ず報いを受ける」「晩来は庶民の味方だ」という人々の声を聞き、美代を失った喪失感の穴埋めをするかのように、「世間は晩来と『世直し組』を待ち望んでいる」と自分に言い聞かせ、十手を返上して岡っ引きも辞めると、「世直し組」の活動をますます過激化させてゆく。
彼を心配する吉蔵夫妻の諫言も聞き入れず、次第に「世直し組」も町民に恐れられるようになったある日、勘太から吉蔵夫妻が幼子を虐待しているという話を聞かされる。まさかと思いながらも、仲間に焚き付けられた疑心暗鬼のままに吉蔵とたねを糾弾する落書きをしたところ、暴徒化した町民たちに団子屋が襲われ、それが遠因となって吉蔵とたねは落命する結果に。ところがその虐待は、少しでも「世直し組」の名を上げたい勘太の嘘だった事が発覚。さらに吉蔵夫妻の虐待が根も葉もない嘘だったと知った市民達からも、無実の吉蔵夫妻を死に追いやったとして、一転して晩来が吊し上げの対象とされてしまい、自身も町の人々から噂される晩来を非難する噂話に心身共に追い詰められる事となる。
この事態を前に、激怒しながら勘太を追及するも、逆に勘太から晩来の正体が自分と才三である事を暴露され、「一番悪いのはお前だ。正体を町の連中にバラす」と詰られたのが決定打となって、胸に燻っていた焦燥感、罪悪感、絶望は遂に狂気へと暴発してしまう。口封じの為に勘太を躊躇なく刺し、それを見て震え上がる新八・寅之助・権七を一喝すると、「俺達は一蓮托生」「このまま（晩来の正体が）バレたら俺だけでなく『世直し組』全員が吊るし上げられるぞ」と恐怖心を煽り立てる事で無理矢理味方に抱き込み、三人に勘太のとどめを刺させて共犯にした。こうして殺害した勘太に「晩来」としての汚名を全て擦り付けるべく、彼の死体に偽の自白を書いた遺書を添えて、彼を晩来の正体に仕立て上げ、更にはこれ以上罪を重ねる事を良しとせずに自首を勧めてきた才三をも刺殺してしまい、遂に後戻りできない外道へと踏み込んでしまう。
そして、十手返上届を渡しに行った際に、不在の小五郎に代わって書状を受け取っていた小五郎の妻・ふくが、筆跡から自分が晩来であると感づくかもしれないと猜疑心に駆られ、ふくを始末すべく渡辺邸へ向かうが、機先を制した小五郎が立ちはだかる。小五郎が街で噂の仕事人であると気がつくと「俺は世直しをしたかっただけ。仕事人も同様じゃないか」と往生際悪く主張するが、「おめぇが信じたのは人の噂、ただの幻だ」と断じる小五郎に始末されていった。
才三（さいぞう）
演 - 西畑大吾（なにわ男子）
絵師。亥ノ吉の弟。口下手で吃音がちの内気な若者。美代とは幼馴染で、亥ノ吉も含めた三人で吉蔵夫妻の世話になっていた。お互い口に出さぬが亥ノ吉と美代が好き合っている事にも感づいている。
涼次とは昔からの知り合いで、その腕前だけでなく人柄も含めて憧れており、涼次も彼の才能を認め、いずれ絵師として大成すると見込んでいた。
亥ノ吉の片棒を担がされる形で「世直し絵師・晩来」として世間の悪事を暴く落書きを続けていく中、美代が藤十郎に殺される。
始めは晩来として岸田親子の凶状を告発しようとするが、簡単にもみ消されてしまい、無力感に苛まれる亥ノ吉を見かねて、彼には内緒で仕事人に依頼し、岸田親子を仕置させて美代の無念を晴らすが、皮肉にもそれがきっかけとなって亥ノ吉の「世直し組」としての活動は過激化の一途を辿り、遂には恩人である吉蔵夫妻を死に至らしめる事態になってしまう。さらに兄が勘太を晩来に仕立て上げて殺害した事を知ると、罪悪感に耐え切れずに亥ノ吉たちのところへ押しかけ、自首を勧めるも、もはや外道に堕ちて開き直っていた彼に刺され、最後の力を振り絞って三番筋に辿り着き、兄と「世直し組」の始末を依頼した後、駆けつけた涼次の腕の中で息絶えた。
亡骸は涼次の手で弔われ、彼が死に際に残した血の手形も、涼次の手で噂話に惑わされる人々へ警鐘を投げかける落書きへと描き足された。
美代（みよ）
演 - 高月彩良
辰巳芸者。明るくきっぷのよい娘。陣八郎とリュウの蕎麦屋の最初の常連客であり、リュウからは「美代吉姐さん」と慕われ、陣八郎からは好意を寄せられている。亥ノ吉と才三の幼なじみであり、昔から三人で吉蔵夫妻の世話になっていた。お互い口には出さないものの、亥ノ吉とは相思相愛の仲。
藤十郎に手籠めにされそうになり、抵抗するも殺害され、弥五郎によって亡骸は川に放り込まれる。胸に刺し傷があって他殺が濃厚であるにもかかわらず、岸田重右衛門の用人・斉藤が「身投げするのを見た者がいる」として強引に幕引きさせた。才三の依頼で岸田親子は始末されるも、彼女の死は亥ノ吉の歪んだ正義感を暴走させるきっかけとなる。
勘太（かんた）
演 - 須賀健太
魚河岸で働く若者。晩来の絵に感銘を受け、それに描かれた悪人を懲らしめようと「世直し組」の結成を思い立ち、亥ノ吉を頭に祭り上げるが、最初はその亥ノ吉こそが晩来の正体とは知らなかった。
次第にやり方が過激になってくる亥ノ吉に便乗する形で、自身も「世直し組」の名を上げる為に形振り構わなくっていき、ある日、たねが栄太郎兄妹を叱っている現場を目撃し、兄妹に「吉蔵夫妻が自分らを折檻してこき使っている」という嘘をつかせて晩来の糾弾の対象とすることで、「世直し組」の売名に利用しようと目論んんだ。挙句に噂が尾びれをついていくのをいい事に町の人々を煽り立てて、とうとう打ちこわし騒ぎにまで発展させてしまうが、それが吉蔵夫妻を死に追い込むだけでなく、晩来や自分達「世直し組」の名声を悪名へと一転させてしまった。
真実を知った亥ノ吉を激怒させるも、調べ上げて晩来の正体が亥ノ吉と才三だと知った勘太は、逆に「てめぇら兄弟が黒幕で、俺たちをいいように使ってただけじゃねえか。晩来の正体を町の奴らに明かしてやる」と開き直りながら脅しつけた為に、逆上した亥ノ吉に短刀で刺されて致命傷を負わされた上、自身に全ての罪を擦り付ける事を決めた彼の狂気や、吊し上げへの恐怖に屈する形で抱き込まれた新八・寅之助・権七に裏切られ、彼らに始末された。
亡骸は亥ノ吉が偽造した遺書と共に、「変わらぬ世の中を悲観して自害した晩来」として神社の境内に晒される事となったが、検分に訪れた小五郎は遺書の文字を見た事で、晩来の正体が亥ノ吉である事を確信する。
盆山の新八（ぼんさんのしんぱち）
演 - 前野朋哉
香具師。亥ノ吉が率いる「世直し組」の一人。
仲間割れの末に勘太を刺すという凶行に走った亥ノ吉を非難するも、寅之助・権七と共に亥ノ吉に脅しに屈し、自ら勘太にトドメを刺して殺害し、彼を晩来に仕立て上げる形で神社の境内に遺棄する。
権七の店から悪酔いしながら帰る途中で陣八郎に捕まり、「世の中良くすんじゃねぇのかよ。地獄にしてどうすんだよ」と痛烈な揶揄を浴びせられながら始末されていった。
寅之助（とらのすけ）
演 - 吉村界人
扇売り。亥ノ吉が率いる「世直し組」の一人。
吉蔵夫妻に関するあらぬ噂に惑わされる町の人々を勘太と共に煽り立てて、団子屋の打ち壊しへと唆す。無辜の吉蔵夫妻を死に追いやった事で、晩来と「世直し組」の立場が悪くなる中、「それなら俺たちに罪はねえ」と責任逃れしようとするも、逆上して勘太を刺した亥ノ吉に脅され、新八・権七共々半ば強引に勘太殺しの片棒を担がされる事となる。
権七の店で飲んだ帰り道、現れたリュウに驚かされて翻弄された果てに、「世直しご苦労さまでした。ですが…そのお勤めも今宵まで」と皮肉と共に刺され、もがき苦しんで始末された。
権七（ごんしち）
演 - 佐久本宝
居酒屋の主人。亥ノ吉が率いる「世直し組」の一人で、自身の営む居酒屋を「世直し組」の拠点としている。
晩来と「世直し組」の立場が悪くなる中、「俺たちは悪くねぇ」と責任逃れしようとするも、逆上して勘太を刺した亥ノ吉に脅され、新八・寅之助共々半ば強引に勘太殺しの片棒を担がされる事となる。
勘太を亡き者にした後、自らの店で酒盛りを始めようとした時、自首を勧めに来た才三を亥ノ吉が殺害したために、その死体の後始末をさせられる羽目になる。「貧乏くじ引いちまった」とこぼしながら棺桶を用意して店に戻ると、才三の死体は消えていて、代わりに現れた涼次に自らが棺桶に放り込まれ、心臓を一突きされた。
吉蔵（きちぞう）
演 - 小林隆
団子屋の主人。貧しい子供に無償で握り飯を与える善行で知られており、亥ノ吉・才三・美代も幼い頃から世話になっていた父親的存在の恩人で、3人がそれぞれ独立した現在も何かと気にかけてやっていた。
美代の葬儀にも夫婦揃って参列し、その後も残された亥ノ吉・才三兄弟を見守っていたが、次第にやり方が過ぎる様になっていく亥ノ吉を心配し「吊し上げるのはやり過ぎなんじゃないかい？」と忠告するが、既に正義感が暴走しかかっていた亥ノ吉からは「悪ぃ事した連中だ。因果応報だ」と聞き入れて貰えなかった。
その後、「世直し組」の売名を謀った勘太の策略によって、晩来から「幼子を虐待して無理矢理働かされている」という根も葉もない告発をされた上に、噂に尾びれがついて増長した果てに「世直し組」に煽られた事で暴徒化した町民に店を滅茶苦茶に壊されてしまう。それでも晩来や亥ノ吉達「世直し組」、町の人達への恨み言や愚痴を零したりせずに「そのうち誤解が解けるさ」とたねを励ましながら気丈に振る舞おうとしていたが、その矢先に心労で倒れてそのまま帰らぬ人となった。
たね
演 - 杉田かおる
吉蔵の妻。夫の吉蔵とともに団子屋を営む。「世直し組」を結成した亥ノ吉の事を暖かく見守っていたが、美代の死をきっかけにやり方が過激になり、町の人々から恐れられるようになった彼らを案じ、「全てに目くじら立てて、槍玉に挙げるのが良い世の中なのか？」と疑念を投げかけていた。
菓子を万引きした栄太郎となみの手を叩いて厳しく叱りつけ、「後で謝りに行こう」と窘めるが、その現場を目撃した勘太が栄太郎兄妹を抱き込んで「日頃から折檻され、無理矢理働かされている」と嘘の証言をさせた事で、暴徒化した町民に店を襲撃されてしまう。吉蔵は心労で倒れてそのまま死亡し、たね自身も夫の後を追って川に身を投げていった。
栄太郎（えいたろう）、なみ
演 - 南岐佐（栄太郎）、 河井蘭（なみ）
吉蔵の店で握り飯をもらっている幼い兄妹。万引きをたねに咎められ、厳しく叱られるが、それを見ていた勘太から「小遣いをやるから『折檻されて無理矢理働かされている』と証言してくれ」と頼まれる。金欲しさで、深く考えずに言われるがまま嘘をつくも、それは吉蔵夫妻を死に追いやる結果となり、自責の念で悲嘆にくれ、罪悪感に耐えきれずに亥ノ吉に真実を話した。
岸田重右衛門（きしだ じゅうえもん）
演 - 金田明夫
三河武士の末裔の旗本の家柄にある勘定奉行。藤十郎の父。息子を溺愛しており、彼の女遊びを窘めつつも、岸田家の跡取りとして「小さな男に収まってもつまらない」と嘯いて半ば容認し、殺人さえも揉み消すなど歪んだ教育を行っている上に、自らも中野市太郎をはじめとする多くの代官を抱き込むなどの賄賂に手を染め、集めた金を元手に幕府の要職へ出世する事を目論んでいる。
晩来によって自分達親子の悪行を告発する絵を自らの屋敷の門に描かれるが、これを権力を使って無理矢理握りつぶした上に、犯人である亥ノ吉・才三兄弟の始末を斎藤に命じた。
息子や斎藤が始末されたのと時を同じくして、屋敷の蔵の中で貯め込んだ金を数え、いよいよ若年寄の夢が叶うとほくそ笑んでいたところを、小五郎に襲撃され、切腹を装う形で始末された。
岸田藤十郎（きしだ とうじゅうろう）
演 - 木村了
重右衛門の息子。父親の権威を笠に着て好き勝手に振る舞う典型的なドラ息子の上に、悪質な女好きで、茶屋から通りを物色して、眼鏡にかなった町娘を弥五郎に命じて近くの廃屋に引きずり込ませ、次々と乱暴を働いていた。それを見過ごせなかった亥ノ吉によってしょっぴかれるも、父の威光ですぐに放免され、その後も蛮行を重ねる。美代にも目を付けたが、抵抗されたため逆上して殺害。才三に依頼された仕事人の的となり、いつも通り女探しをしていたところ、乱入したリュウに始末された。
斎藤源太郎（さいとう げんたろう）
演 - 羽場裕一
重右衛門に仕える用人。重右衛門の指示で本町奉行所を訪れ、美代の死は身投げであると申し伝えて、藤十郎の殺しを揉み消した。さらに岸田親子の悪事を告発する落書きを描いた晩来の正体が亥ノ吉・才三兄弟だと突きとめて、秘密裏に抹殺しようと二人の住む長屋へ向かうが、待ち受けていた涼次に仕留められる。
弥五郎（やごろう）
演 - 駒木根隆介
藤十郎の手下。彼が目を付けた町娘をさらったり、後始末をする役目を担っている。藤十郎が殺害した美代の亡骸をこっそり川に投げ込むが、その密談を亥ノ吉に聞かれた事で悪事が露見する。最後は陣八郎に始末された。
中野市太郎（なかの いちたろう）
演 - クロちゃん（安田大サーカス）
冒頭部の仕事の的。代官。冥加金を横領しており、そのほとんどが重右衛門に渡っていた。重右衛門に命じられて勝之助の口封じをするも、その件で重右衛門を逆に脅していたらしく、始末された後は「死んでくれてせいせいした」と吐き捨てられていた。
坂口勝之助（さかぐち かつのすけ）
演 - 松田悟志
代官所手代。上司の中野の横領の噂を聞きつけ問いただそうとしたが、逆に中野に殺されてしまう。
坂口千代（さかぐち ちよ）
演 - 大橋未歩
勝之助の妻。殺された夫の仇討ちの仕事を依頼する。

## スタッフ
- 脚本 - 西田征史
- 監督 - 石原興
- 音楽 - 平尾昌晃
- プロット協力 - 石上加奈子
- 監督補佐 - 井上昌典
- 殺陣 - 中村健人
- 江戸言語指導 - 林家たま平
- 技術協力 - IMAGICA、アイネックス
- ロケ協力 - 総本山 仁和寺、 黄檗宗大本山 萬福寺、滋賀ロケーションオフィス、若草山焼き実行委員会、奈良県奈良公園室、ホテル日航奈良、京都市元離宮二条城事務所

- プロデューサー補 - 矢内達也（朝日放送）、藤井香奈芽(松竹)
- エグゼクティブプロデューサー - 内山聖子（テレビ朝日）
- チーフプロデューサー - 近藤真広（朝日放送テレビ）
- プロデューサー - 山崎宏太（朝日放送テレビ）、山川秀樹（テレビ朝日）、秋山貴人（テレビ朝日）、渡邊竜（松竹）
- 制作 - 朝日放送テレビ、テレビ朝日、松竹

## 殺し技
渡辺小五郎
大刀で悪人を刺す、斬る。今作では序盤の中野とクライマックスでの亥ノ吉との対戦時に大刀を用いた剣戟を繰り広げ、中盤の重右衛門を相手にした仕事の際には、自身の愛刀は使わずに、脇差を手に襲いかかった彼を抑え込んでそのまま切腹を装うようにして刺殺している。BGMは中盤の重右衛門を始末する際は「裁きの刻」、終盤での亥之吉を始末する際には「仕事人から一言～中村主水のテーマ～」に乗せて仕事を遂行する。
経師屋の涼次
悪人の背後に回り、仕込み筆から抜き出した長い錐を相手の肩口から深く突き刺して、心臓まで到達させ、血を体内に噴出させる。中盤の斎藤を始末する際は前作の『必殺仕事人2020』でも使用された「旅愁 -インストルメント ブラウン館の怪物たちver.-」、終盤での権七を始末する際はには「闇夜に仕掛ける」のBGMに乗せて仕事を遂行する。
リュウ
懐剣（または脇差や剪定鋏などの小振りの刃物）を用いて悪人の急所を突き刺したり、喉を切り裂く。
今作では蕎麦屋を商いにしている為か、中盤の藤十郎を相手にした仕事の際には、麺棒で標的の喉元を抑えた上で、首を圧し折って殺害する殺し技を披露している。中盤の藤十郎を始末する際は「影となりて征く~出陣のテーマ~」、終盤での寅之助を始末する際には「決意」のBGMに乗せて仕事を遂行する。
瓦屋の陣八郎
かつての表稼業で使用したたがねをメリケンサックの様に用いて、瓦割りの要領で、悪人の額を線を描くようになぞってから、その中心を突くことで頭蓋骨を砕く。中盤での仕事の際は「影となりて征く~出陣のテーマ~」、終盤での新八を始末する際は「出陣のテーマ」のBGMに乗せて仕事を遂行する。